# アルバロ・ノボ
アルバロ・ノボ・ラミレス（Álvaro Novo Ramírez、1978年5月16日 - ）は、スペイン・アンダルシア州コルドバ出身の元サッカー選手。現役時代のポジションはMF。

## クラブ経歴
1997-98シーズン、セグンダ・ディビシオンBに所属していたRCDカラバンチェルでプロデビュー。1998年にRCDマジョルカのBチームに移籍すると、1999-00シーズンにトップチームで初出場を記録した。翌シーズンの2000-01シーズン、Bチーム登録ながら序盤戦から出場機会を徐々に得ると、冬の移籍市場でヨヴァン・スタンコヴィッチが退団してから左サイドハーフのレギュラーに定着した。トップチーム4シーズン目には、自身キャリア唯一となるタイトルをコパ・デル・レイ優勝によって獲得した。
2003年、アトレティコ・マドリードに移籍すると、1シーズン目からリーグ戦32試合に出場した。しかし、翌シーズンはレギュラーに定着できず、リーグ戦5試合の出場に終わった。
2005年の夏、出場機会を求めてレアル・ソシエダへと移籍した。2005-06シーズンは、監督が3度変わるなど不安定なシーズンとなったが、ノボはいずれの監督が重宝し、リーグ戦33試合に出場した。しかし、翌シーズンにクラブはセグンダ・ディビシオンへと降格。自身も出場機会が減少した。それもでクラブに残留したが、負傷の影響で満足いくプレータイムを確保できなかったため、2008年に契約満了でクラブを退団した。

## タイトル
RCDマジョルカ
- コパ・デル・レイ : 1回 (2002-03)